# Jackline Wambui
Jackline Wambui (* 8. Februar 2000) ist eine kenianische Mittelstreckenläuferin, die sich auf den 800-Meter-Lauf spezialisiert hat.

## Sportliche Laufbahn
Erste internationale Erfahrungen sammelte Jackline Wambui bei den U18-Weltmeisterschaften 2017 in Nairobi, bei denen sie in 2:01,46 min die Goldmedaille gewann. Im Jahr darauf belegte sie bei den U20-Weltmeisterschaften in Tampere in 2:04,61 min den achten Platz und 2019 siegte sie bei den Juniorenafrikameisterschaften in Abidjan in 2:04,29 min.
2019 wurde Wambui kenianische Meisterin im 800-Meter-Lauf.

## Persönliche Bestzeiten
- 800 Meter: 1:58,79 min, 13. September 2019 in Nairobi
- 1500 Meter: 4:19,48 min, 20. Juli 2019 in Nairobi